# Кула (Фращани)
Кулата (на гръцки: Κουλάτα) е средновековно отбранително съоръжение, разположено край сярското село Фращани (Орини), Северна Гърция.

## Местоположение
Развалините на крепостта са на 1,5 km източно от село Фращани и на 1 km южно от развалините на Баница. В северното подножие на хълма тече река Серовица (Баничката река).

## История
Използването на варов разтвор в зидарията ни отвежда към датировка от III – IV век или по-късна. Вероятно крепостта е свързана с експлоатацията на рудните богатства в района. По западния склон на хълма има много следи от металургична работа, а местността на другия бряг на Баничката река се казва Мадемия. Крепостта е контролирала древен път, свързващ Сяр с планинския хинтерланд, който е следвал приблизително същия маршрут като днешния път Сяр – Долно Броди – Зърнево.

## Описание
Запазени са части от периметърната стена, която заобикаля хълма и е около 300 m. По-голямата част от стената е покрита с гъста растителност или се е свлякла по стръмните склонове. Градежът е от недялан камък със свързващ хоросан между камъните. Най-запазената част от стената е на юг-югоизток. Представлява участък от стена с дължина 10 – 15 m, с максимална височина 1,80 m и дебелина 1,60 m. От южната страна се виждат още два участъка от основи на стени. Останалата част от стената е или покрита с растителност, или са срутени на каменни купчини. Следите от хода на зида обаче личат почти по целия периметър.
Във вътрешността на замъка на няколко места има масивни каменни купчини – развалини на сградите на крепостта. В пространството има и разпръсната повърхностна керамика.
По протежение на западния склон на много места има останки от минни дейности – купчини желязна шлака, отпадъци от изгарянето на желязна руда. Очевидно крепостта е била и миньорски център.